# 特別自治市
特別自治市（韓語：특별자치시）是韩国的一级行政区之一，在2009年4月21日自安全行政委員會成員所確定「政府直轄的世宗特別自治市」而成立具法律地位的一级行政区。 並在2012年7月1日正式設立第一個特別自治市——世宗特別自治市。

## 特別自治市建立基礎
- 《地方自治法（朝鲜语：지방자치법）》[3]

## 相關項目
- 特定市（朝鲜语：특정시）
- 特別自治道